# Unreal (franquicia)
Unreal es una franquicia de videojuegos disparos en primera persona desarrollada por Epic Games, conocida por usarse como exhibición de las capacidades gráficas del Unreal Engine. Cuyo primer título fue Unreal en 1998.
La mayoría de los mapas para los videojuegos de esta franquicia han sido creados por Digital Extremes.

## Videojuegos[5]
| Año  | Versión de Unreal Engine | Videojuego                                  | plataformas        |
| ---- | ------------------------ | ------------------------------------------- | ------------------ |
| 1998 | 1                        | Unreal                                      | Win, Mac           |
| 1999 | 1                        | Expansión Return to Na Pali                 | Win, Mac           |
| 1999 | 1                        | Unreal Tournament                           | Win, Mac, Linux    |
| 2002 | 2                        | Unreal Championship                         | Xbox               |
| 2002 | 2                        | Unreal Tournament 2003                      | Win, Mac, Linux    |
| 2003 | 2                        | Unreal II: The Awakening                    | Win, Xbox          |
| 2004 | 2.5                      | Unreal Tournament 2004                      | Win, Mac, Linux    |
| 2005 | 2.5                      | Unreal Championship 2: The Liandri Conflict | Xbox               |
| 2007 | 3                        | Unreal Tournament 3                         | Win, Xbox 360, PS3 |
| 2014 | 4                        | Unreal Tournament (cancelado)               | Win, Mac, Linux    |

### Antologías
- Totally Unreal (2000) contiene Unreal, Return to Na Pali y Unreal Tournament, así como actualizaciones y mods creados por la comunidad que antes habían sido lanzados para descargar gratuitamente.[8]
- Unreal Anthology (2006) contiene Unreal Gold, Unreal Tournament, Unreal II, Unreal Tournament 2004, y un CD con la banda sonora.[9]